# 임우화
임우화(林遇華, ?-?)는 임진왜란 때의 의병장 강희보(姜希輔)의 부하로 있었다. 여러 가지 책을 많이 읽어 박식하고 또 담략을 갖춰 장수들이 그에게 묻고 처리하는 일이 많았다고 한다. 
제2차 진주성 전투 때 9만 3천여 명의 일본군이 진주성을 포위하여 쉴새없이 공격을 해오자, 음력 6월 22일 강희보는 창의사(倡義使) 김천일(金千鎰)에게 건의하여 원군을 요청할 사람을 보내자고 했고, 이 건의가 받아들여져 임우화가 성을 빠져나가 구원병을 청하러 가게 되었다.
임우화는 밤을 틈타 성벽을 내려가 적진을 빠져나가려 했으나 5리도 가지 못하고 일본군에게 붙잡혔다. 일본군은 임우화를 항복시키려 했으나 임우화가 끝까지 거부하자, 그 다음 공격부터는 임우화를 묶은 채 맨 앞에 내세워 진주성 사람들의 사기를 떨어뜨리려고 했다.
1593년 음력 6월 29일 성이 함락된 후 음력 7월 2일 일본군은 자신들의 피해도 컸기 때문에 전라도로 진군하지 못하고 돌아갔는데 이날 밤에 일본군 진영을 빠져나왔다. 안방준은 1595년 광양에 있던 임우화를 찾아가《은봉야사별록》의 <진주서사(晋州敍事)>를 그의 진술을 바탕으로 썼는데, 이후 몇 년 후에 죽었다고 전해진다.